# Interstate 25 (Nouveau-Mexique)
L'interstate 25 au Nouveau-Mexique est un segment de l'interstate 25, une autoroute inter-États américaine, qui relie toute la région à l'est des Rocheuses, entre le Nouveau-Mexique et le Wyoming, selon un axe nord-sud, en passant entre autres dans Denver.
Dans sa section au Nouveau-Mexique, elle relie les trois principales villes de l'État, soit Las Cruces, Albuquerque et Santa Fe, de l'Interstate 10 jusqu'à la frontière avec le Colorado, à Raton. D'une longueur de 743 kilomètres, c'est le plus long segment de l'Interstate 25 dans un État.
De plus, elle ne possède aucune autoroute auxiliaire dans l'état du Nouveau-Mexique.

## Tracé

### Las Cruces-Albuquerque
Le terminus sud de l'Interstate 25 est situé à la hauteur de la sortie 145 de l'Interstate 10, au sud-est de Las Cruces. La frontière avec le Texas est située 16 miles (25 km) au sud de cette intersection, la ville d'El Paso, 35 miles (56 km) au sud, et beaucoup plus loin, la ville San Antonio, plus de 575 miles au sud de cette intersection. En direction ouest, l'I-10 mène vers l'Arizona (145 miles, 232 km), Tucson et Phoenix. Elle commence par passer à l'est de Las Cruces, en évitant le centre de la ville, et en croisant notamment la U.S. Route 70 à la hauteur du mile 6. Elle quitte ensuite la ville par le nord-nord-ouest, puis suit la rive est de la rivière Grande (Rio Grande) sur 25 miles. Au mile 32, elle tourne vers l'ouest pour 10 miles, en passant au nord de Hatch, puis au mile 42, elle revient vers le nord, en suivant toujours la rivière et en devenant parallèle à la route 187 du Nouveau-Mexique. Au mile 63, elle passe à l'ouest de Caballo, puis entre les miles 75 et 79, elle passe à l'ouest de Truth or Consequences, la plus grande ville de la région. Pour les 75 prochains miles, elle devient parallèle à la route 1 du Nouveau-Mexique, en traversant un territoire beaucoup plus isolé. Elle passe entre 15 et 25 miles à l'ouest de la base des White Sands, puis traverse la ville de Socorro au mile 150.
Elle passe ensuite dans le parc de Sevilleta, en conservant son orientation vers le nord. Au mile 175, elle croise la U.S. Route 60, puis entre dans la zone urbaine d'Albuquerque au mile 200, à Los Lunas.

### Grand Albuquerque
À la hauteur du mile 203, elle passe à l'ouest de Las Lunas, puis continue sa route vers le nord pour rejoindre Los Padillas, au mile 213. Dans cette ville, elle bifurque brièvement vers l'est, puis revient vers le nord alors qu'elle passe à l'ouest des forces aériennes de Kirtland, entre les miles 215 et 220.

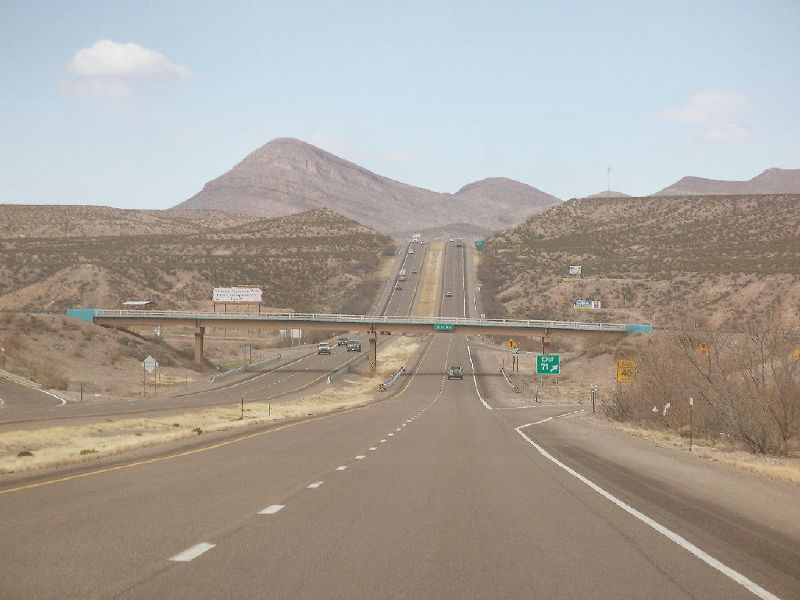
L'interstate 25 au sud de Truth or Consequences.

 Par la suite, elle passe à l'ouest de l'Aéroport international d'Albuquerque (ABQ), au mile 221, alors qu'une section autoroutière permet l'accès à l'aéroport. Le territoire devient alors beaucoup plus urbanisée, alors qu'elle passe à l'est de Armijo, puis entre les miles 222 et 226, elle passe directement dans le centre de la plus grande ville de l'état, alors qu'elle permet l'accès au Bridge Boulevard (sortie 223) ainsi qu'aux rues Central et Lomas (sortie 224). Elle passe tout juste à l'est du cœur de la ville au mile 224, puis 2 miles au nord, elle possède un vaste échangeur avec l'Interstate 40, la seule autre autoroute inter-États du Nouveau-Mexique (avec l'I-10), alors que celle-ci assure le lien ouest-est entre l'Arizona et le nord du Texas. Cet échangeur, souvent nommé The Big I, est le seul échangeur complet entre deux autoroutes dans tout l'état (I-10 et I-25 est partiel).
Elle passe ensuite, entre les miles 226 et 234, dans le nord de la ville, toujours urbanisé, alors qu'elle permet notamment l'accès au boulevard San Mateo et à la Paseo Del Norte. À la hauteur du mile 234, elle quitte eéfinitivement le territoire urbain d'Albuquerque, en traversant la Sandia Pueblo. Elle rejoint Bernalillo aux miles 240 et 242, en croisant notamment l'U.S. Route 550.

### Albuquerque-Santa Fe

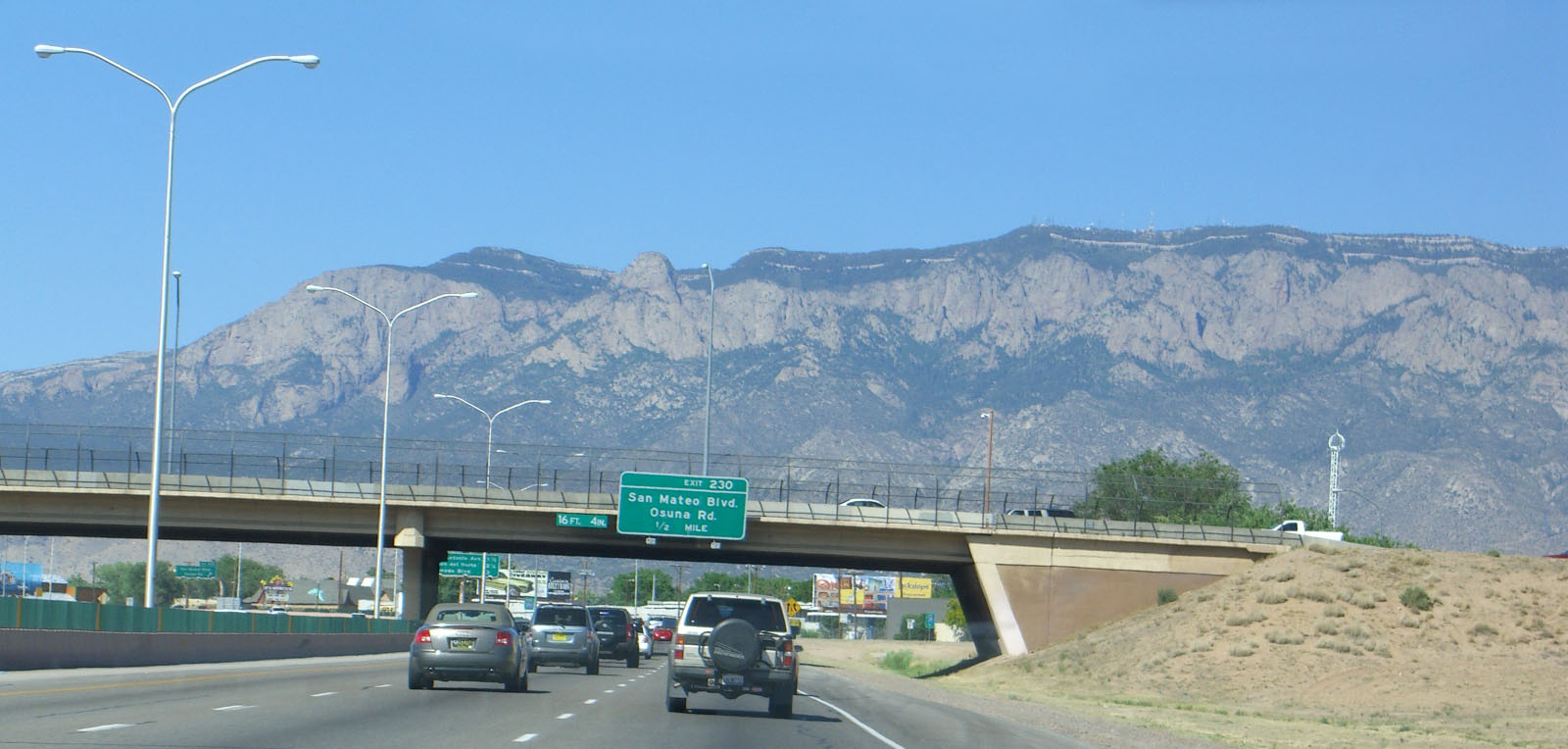
L'interstate 25 direction nord à l'approche de la sortie 230 et des monts Sandia, au nord d'Albuquerque. Cette section de l'I-25 possède 6 voies, 3 dans chaque direction.

Après Bernalillo, elle passe à l'est de Algenodes, en courbant vers le nord-est. La région devient plus désertique pour les 30 prochains miles, alors qu'elle passe au sud de Santo Domingo Pueblo. Elle atteint par la suite Santa Fe, la capitale de l'état, au mile 278, puis elle passe au sud de la ville en se dirigeant vers l'est. Seulement 3 sorties relient l'I-25 à Santa Fe (278, 282 et 284), alors que toutes les sorties mènent vers le centre de la ville. Au mile 282, elle croise notamment les U.S. Routes 84 et 285.

### Santa Fe-Colorado
Après Santa Fe, le territoire devient beaucoup plus montagneux, alors qu'elle effectue un «U» entre les miles 284 et 300, croisant la U.S. Route 285 vers le sud. Elle passe ensuite dans la forêt nationale de Santa Fe, tout en se dirigeant vers l'est-sud-est, puis au mile 330, le territoire devient beaucoup plus désertique et isolé. Elle passe dans la région de Romeroville et de Las Vegas entre les miles 335 et 345, puis, sur une période de 70 miles, elle ne possède que 5 échangeurs, le territoire beaucoup plus aride. Elle passe, au mile 413, à l'ouest de Springer, et continue de se diriger vers le nord dans un territoire très isolé. Elle atteint Raton, entre les miles 450 et 452, puis le territoire redevient montagneux. À la hauteur du Raton Pass, à une hauteur de 7834 pieds, elle traverse la frontière avec le Colorado, signifiant la fin de l'I-25 au Nouveau-Mexique. La ville de Pueblo est située 90 miles au nord de la frontière, et Colorado Springs, plus de 140 miles au nord de la frontière.

## Disposition des voies
La seule section de l'autoroute qui possède 6 voies (3-3) est entre les sorties 220 et 242, entre Albuquerque et Bernalillo. Tout le reste de l'I-25 est une autoroute normale à 4 voies (2-2), sur une période de 430 miles, la région étant peu urbanisée.

## Aires de service
En raison de l'isolement du territoire et de la longue distance entre les sorties, beaucoup d'aires de service sont présentes sur l'I-25 au Nouveau-Mexique. Elles sont toutes des aires de repos avec commerces.
- À la hauteur du mile 24, dans les deux directions, entre les sorties 19 et 32.
- À la hauteur du mile 113, dans les deux directions, entre les sorties 100 et 115.
- À la hauteur du mile 167, près de La Joya, dans les deux directions, entre les sorties 163 et 169.
- À la hauteur du mile 270, en direction nord seulement, entre les sorties 268 et 271. Un centre d'information touristique est présent.
- À la hauteur du mile 372, dans les deux directions, entre les sorties 366 et 387.
- À la hauteur du mile 434, entre les sorties 426 et 446, dans les deux directions.

## Liste des échangeurs
Dans la section notes, la distance entre les échangeurs est indiquée si celle-ci dépasse 10 miles.
| Liste des échangeurs de l'Interstate 25 au Nouveau-Mexique | Liste des échangeurs de l'Interstate 25 au Nouveau-Mexique | Liste des échangeurs de l'Interstate 25 au Nouveau-Mexique | Liste des échangeurs de l'Interstate 25 au Nouveau-Mexique                                 | Liste des échangeurs de l'Interstate 25 au Nouveau-Mexique                                            | Liste des échangeurs de l'Interstate 25 au Nouveau-Mexique |
| Location / Ville                                           | Mile                                                       | km                                                         | #                                                                                          | Intersection / Destinations                                                                           | Notes |
| ---------------------------------------------------------- | ---------------------------------------------------------- | ---------------------------------------------------------- | ------------------------------------------------------------------------------------------ | --- | --- |
| Las Cruces                                                 | 0.00                                                       | 0.00                                                       | I-10, US 85 sud, US 180, El Paso (TX), San Antonio (TX), Deming, Tucson (AZ), Phoenix (AZ) | I-10, US 85 sud, US 180, El Paso (TX), San Antonio (TX), Deming, Tucson (AZ), Phoenix (AZ)            | Début du chevauchement avec la US 85 pour tout l'État du Nouveau-Mexique; Extrémité sud de l'Interstate 25 à travers les États-Unis                                                                |
| Las Cruces                                                 | 2,27                                                       | 3,65                                                       | 1                                                                                          | University Avenue, Telshor Boulevard                                                                  | |
| Las Cruces                                                 | 4,20                                                       | 6,76                                                       | 3                                                                                          | Lohman Avenue, Las Cruces centre                                                                      | |
| Las Cruces                                                 | 6,91                                                       | 11,12                                                      | 6                                                                                          | US 70, Del Ray Boulevard, Las Cruces, Alamogordo, région des White Sands                              | |
| Las Cruces                                                 | 10,59                                                      | 17,04                                                      | 9                                                                                          | NM-320, Doña Ana                                                                                      | prochaine sortie dans 10 miles (16 km) |
| Radium Springs                                             | 19,82                                                      | 31,90                                                      | 19                                                                                         | NM-157, vers NM-185, Radium Springs                                                                   | prochaine sortie dans 13 miles (21 km) |
| Grama                                                      | 33,74                                                      | 54,30                                                      | 32                                                                                         | route E70, Grama, Upham                                                                               | |
| Rincon                                                     | 36,48                                                      | 58,71                                                      | 35                                                                                         | NM-140 ouest, Rincon                                                                                  | |
| Hatch                                                      | 42,22                                                      | 67,95                                                      | 41                                                                                         | NM-26 ouest, Hatch, Salem, Nutt, Deming                                                               | prochaine sortie dans 10 miles (16 km); Vers I-10 ouest |
| Derry                                                      | 52,02                                                      | 83,72                                                      | 51                                                                                         | NM-546, Garfield, Derry, Salem, Arrey                                                                 | |
| Arrey                                                      | 60,48                                                      | 97,33                                                      | 59                                                                                         | NM-187, Arrey, Caballo                                                                                | |
| Caballo                                                    | 64,75                                                      | 104,21                                                     | 63                                                                                         | NM-152, Caballo, Hillsboro, Bayard, Silver City                                                       | |
| Las Palomas                                                | 72,51                                                      | 116,69                                                     | 71                                                                                         | Las Palomas                                                                                           | |
| Truth or Consequences                                      | 75,99                                                      | 122,29                                                     | 75                                                                                         | I-25 Business nord, Williamsburg, Truth or Consequences                                               | |
| Truth or Consequences                                      | 80,13                                                      | 128,96                                                     | 79                                                                                         | I-25 Business sud, Truth or Consequences                                                              | |
|                                                            | 84,74                                                      | 136,38                                                     | 83                                                                                         | NM-181, NM-195, Elephant Butte, Cuchillo, Monticello                                                  | |
|                                                            | 89,99                                                      | 144,82                                                     | 89                                                                                         | NM-181, Cuchillo                                                                                      | |
|                                                            | 92,66                                                      | 149,12                                                     | 92                                                                                         | NM-1                                                                                                  | |
|                                                            | 101,41                                                     | 163,20                                                     | 100                                                                                        | Vers NM-1, Red Rock, Forêt Nationale Cibola                                                           | aucune sortie pour 15 miles (24 km) |
|                                                            | 116,23                                                     | 187,05                                                     | 115                                                                                        | NM-107, Magdalena, Mont Withington                                                                    | |
| San Marcial                                                | 125,55                                                     | 202,05                                                     | 124                                                                                        | San Marcial, Bosque Del Apache National Wildlife Refuge                                               | aucune sortie pour 15 miles (24 km) |
| San Antonio                                                | 140,33                                                     | 225,84                                                     | 139                                                                                        | US 380 est, Bingham, Carrizozo                                                                        | |
| Socorro                                                    | 148,95                                                     | 239,71                                                     | 147                                                                                        | I-25 business nord, vers US 60 ouest, Socorro, Magdalena, Datil                                       | |
| Socorro                                                    | 151,47                                                     | 243,77                                                     | 150                                                                                        | I-25 Business sud, US 60 ouest, Socorro, Magdalena                                                    | début du chevauchement avec la US 60 |
| Escondida                                                  | 153,30                                                     | 246,71                                                     | 152                                                                                        | Escondida                                                                                             | |
| Lemitar                                                    | 157,25                                                     | 253,07                                                     | 156                                                                                        | NM-408, Lemitar                                                                                       | |
| San Acacia                                                 | 164,08                                                     | 264,06                                                     | 163                                                                                        | San Acacia                                                                                            | |
| La Joya                                                    | 170,97                                                     | 275,15                                                     | 169                                                                                        | Sevilleta National Wildlife Refuge                                                                    | |
| Bernardo                                                   | 176,34                                                     | 283,79                                                     | 175                                                                                        | US 60 est, Bernardo, Mountainair, Willard                                                             | fin du chevauchement avec la US 60; aucune sortie pour 15 miles (24 km) |
| Belen                                                      | 191,37                                                     | 307,98                                                     | 190                                                                                        | I-25 Business nord, vers NM-47, Belen, South Belen, Scholle                                           | |
| Belen                                                      | 193,01                                                     | 310,62                                                     | 191                                                                                        | Camino Del Llano                                                                                      | |
| Los Chavez                                                 | 197,09                                                     | 317,19                                                     | 195                                                                                        | I-25 Business sud, Belen, Los Chavez                                                                  | |
| Los Lunas                                                  | 204,42                                                     | 328,98                                                     | 203                                                                                        | NM-6, Los Lunas, Valencia, Correo                                                                     | |
|                                                            | 211,04                                                     | 339,64                                                     | 209                                                                                        | vers le NM-45, Isleta, Bosque Farms                                                                   | |
| Los Padillas                                               | 214,71                                                     | 345,54                                                     | 213                                                                                        | NM-314 (Isleta Boulevard)                                                                             | |
| Albuquerque                                                | 216,56                                                     | 348,52                                                     | 215                                                                                        | NM-47 sud (Broadway), Bosque Farms, Peralta, Valencia                                                 | |
| Albuquerque                                                | 221,61                                                     | 356,65                                                     | 220                                                                                        | NM-500 (Rio Bravo Boulevard), Armijo                                                                  | |
| Albuquerque                                                | 223,24                                                     | 359,27                                                     | 221                                                                                        | Sunport Boulevard est, Aéroport international d'Albuquerque (ABQ)                                     | aussi appelé, en anglais, Albuquerque International Sunport |
| Albuquerque                                                | 224,09                                                     | 360,64                                                     | 222AB                                                                                      | Gibson Boulevard, vers ABQ et Kirtland Air Force Base                                                 | numérotée 222A vers l'est (aéroport et Kirtland) et 222B vers l'ouest (Armijo, Albuquerque) en direction sud seulement                                                                             |
| Albuquerque                                                | 224,80                                                     | 361,78                                                     | 223                                                                                        | Avenida Cesar Chavez, vers Bridge Boulevard                                                           | |
| Albuquerque                                                | 225,60                                                     | 363,00                                                     | 224AB                                                                                      | Central Avenue, Lead Avenue, Coal Avenue, Dr. Martin Luther King Jr. Avenue, ALBUQUERQUE CENTRE-VILLE | accès en direction nord depuis la Oak Street, et en direction sud, depuis la Locust Street |
| Albuquerque                                                | 226,34                                                     | 364,26                                                     | 225                                                                                        | Candelaria Road, Lomas Boulevard, Menaul Boulevard                                                    | |
| Albuquerque                                                | 227,36                                                     | 365,99                                                     | 226AB                                                                                      | I-40 (Coronado Freeway), Santa Rosa, Tucumcari, Amarillo (TX), Gallup, Flagstaff (AZ)                 | numérotée 226A vers l'est (Santa Rosa, Amarillo) et 226B vers l'ouest (Flagstaff, Gallup); connu sous le nom de Big I; seul échangeur autoroutier complet entre deux autoroutes au Nouveau-Mexique |
| Albuquerque                                                | 228,69                                                     | 368,04                                                     | 227                                                                                        | Comanche Road, Griegos Road, Candelaria Road, Menaul Boulevard                                        | |
| Albuquerque                                                | 229,62                                                     | 369,54                                                     | 228                                                                                        | Montgomery Boulevard, Montaño Road, nord d'Albuquerque                                                | |
| Albuquerque                                                | 230,67                                                     | 371,23                                                     | 229                                                                                        | Jefferson Street, vers Montgomery Boulevard                                                           | |
| Albuquerque                                                | 231,57                                                     | 372,68                                                     | 230                                                                                        | San Mateo Boulevard, Osuna Road, Los Ranchos de Albuquerque                                           | |
| Albuquerque                                                | 232,09                                                     | 373,51                                                     | 231                                                                                        | San Antonio Drive, Ellison Road, Osuna Road                                                           | |
| Albuquerque                                                | 233,06                                                     | 375,07                                                     | 232                                                                                        | NM-423 (Paseo Del Norte), Los Ranchos de Albuquerque, Sandia Heights, Paradise Hills, Rio Rancho      | |
| Albuquerque                                                | 233,79                                                     | 376,25                                                     | 233                                                                                        | NM-528 (Alameda Boulevard), Alameda                                                                   | |
| Sandia Pueblo                                              | 235,15                                                     | 378,44                                                     | 234                                                                                        | NM-556 (Roy Avenue, Tramway Road)                                                                     | |
| Bernalillo                                                 | 241,86                                                     | 389,24                                                     | 240                                                                                        | NM-473, Bernalillo                                                                                    | |
| Bernalillo                                                 | 243,38                                                     | 391,68                                                     | 242                                                                                        | US 550 ouest, NM-165, Bernalillo, Rio Rancho, Placitas, Farmington                                    | |
| Algedones                                                  | 249,10                                                     | 400,89                                                     | 248                                                                                        | NM-315, Algedones, San Felipe Pueblo                                                                  | |
|                                                            | 253,60                                                     | 408,13                                                     | 252                                                                                        | San Felipe Pueblo                                                                                     | |
|                                                            | 258,73                                                     | 416,39                                                     | 257                                                                                        | Budhagers                                                                                             | |
|                                                            | 260,43                                                     | 419,12                                                     | 259                                                                                        | NM-22, Santo Domingo Pueblo, Domingo                                                                  | |
|                                                            | 265,96                                                     | 428,02                                                     | 264                                                                                        | NM-16, Cochiti, Cochiti Lake                                                                          | |
|                                                            | 268,55                                                     | 432,19                                                     | 267                                                                                        | Waldo Canyon Road                                                                                     | |
| La Cienega                                                 | 272,77                                                     | 438,98                                                     | 271                                                                                        | route 50F, La Cienaga                                                                                 | |
|                                                            | 276,89                                                     | 445,61                                                     | 276                                                                                        | NM-14 sud, NM-599 nord (Santa Fe Relief Road), Madrid, Santa Fe                                       | |
| Santa Fe                                                   | 278,75                                                     | 448,60                                                     | 278AB                                                                                      | NM-14 (Cerrilos Road), Santa Fe                                                                       | numérotée 278A vers le sud (Madrid) et 278B vers le nord (Santa Fe) |
| Santa Fe                                                   | 283,63                                                     | 456,46                                                     | 282AB                                                                                      | US 84 nord, US 285 nord (Saint-Francis Drive), Frontage Road, Santa Fe centre, Española, Los Alamos   | numérotée 282A vers le sud (Frontage Road) et 282B vers le nord (Santa Fe); début du chevauchement avec les US 84/285                                                                              |
| Santa Fe                                                   | 285,14                                                     | 458,89                                                     | 284                                                                                        | NM-466 (Old Pecos Trail), Santa Fe                                                                    | |
|                                                            | 291,56                                                     | 469,22                                                     | 290                                                                                        | US 285 sud, Lamy, White lakes, Clines Corner                                                          | extrémité sud du chevauchement avec la US 285 |
| Canoncito                                                  | 295,14                                                     | 474,98                                                     | 294                                                                                        | Canoncito                                                                                             | |
|                                                            | 298,16                                                     | 479,84                                                     | 297                                                                                        | Valencia                                                                                              | |
| Glorieta                                                   | 300,28                                                     | 483,25                                                     | 299                                                                                        | NM-50, Glorieta, Pecos                                                                                | |
| Rowe                                                       | 308,87                                                     | 497,08                                                     | 307                                                                                        | NM-63, Pecos, Rowe                                                                                    | aucune sortie pour 12 miles (19 km) |
| San Jose                                                   | 321,48                                                     | 517,37                                                     | 319                                                                                        | San Jose, San Juan                                                                                    | |
|                                                            | 324,25                                                     | 521,83                                                     | 323                                                                                        | NM-3 sud, Ribera, Sena, Villanueva, Encino                                                            | |
| Serafina                                                   | 331,19                                                     | 533,00                                                     | 330                                                                                        | Bernal, Serafina, Los Montoyas                                                                        | |
| Tecolote                                                   | 336,50                                                     | 541,54                                                     | 335                                                                                        | Tecolote                                                                                              | |
| Romeroville                                                | 340,97                                                     | 548,74                                                     | 339                                                                                        | US 84 sud, Romeroville, Santa Rosa, Dilia                                                             | extrémité nord du chevauchement avec la US 84 |
| Las Vegas                                                  | 345,00                                                     | 555,22                                                     | 343                                                                                        | I-25 Business nord, vers NM-283 nord, Las Vegas, Mineral Hill                                         | |
| Las Vegas                                                  | 347,05                                                     | 558,52                                                     | 345                                                                                        | NM-104 (University Avenue), vers I-25 Bus // NM-65 est, Las Vegas, Tucumcari                          | |
| Las Vegas                                                  | 349,09                                                     | 561,81                                                     | 347                                                                                        | Vers I-25 Business sud, NM-250, NM-65, NM-518, Taos, Mora, Las Vegas, Tucumcari                       | |
|                                                            | 353,29                                                     | 568,57                                                     | 352                                                                                        | Aéroport municipal de Las Vegas                                                                       | |
|                                                            | 357,53                                                     | 575,39                                                     | 356                                                                                        | Onava                                                                                                 | |
|                                                            | 362,65                                                     | 583,63                                                     | 361                                                                                        | | aucune destination affichée sur le panneau de sortie |
|                                                            | 365,82                                                     | 588,73                                                     | 364                                                                                        | NM-161, vers NM-97, Watrous, Valmora, Buena Vista                                                     | |
|                                                            | 367,87                                                     | 592,03                                                     | 366                                                                                        | NM-161, vers NM-97, Watrous, Valmora, Fort Union National Monument                                    | aucune sortie pour 21 miles (34 km), le plus long segment sans sortie pour l'I-25 au Nouveau-Mexique                                                                                               |
| Wagon Mound                                                | 389,01                                                     | 626,05                                                     | 387                                                                                        | NM-120, Ocate, Roy                                                                                    | |
| Levy                                                       | 394,48                                                     | 634,85                                                     | 393                                                                                        | Levy                                                                                                  | aucune sortie pour 11 miles (18 km) |
|                                                            | 405,82                                                     | 653,10                                                     | 404                                                                                        | NM-569, Colmor                                                                                        | |
| Springer                                                   | 413,39                                                     | 665,29                                                     | 412                                                                                        | US 56, US 412, NM-21, NM-468, Springer, Clayton, Gladstone                                            | |
| Springer                                                   | 415,93                                                     | 669,37                                                     | 414                                                                                        | IDEM sortie 412                                                                                       | |
|                                                            | 420,20                                                     | 676,25                                                     | 419                                                                                        | NM-58 ouest, Cimarron, Ute Park                                                                       | |
| Maxwell                                                    | 427,36                                                     | 687,77                                                     | 426                                                                                        | vers NM-505, Maxwell, Maxwell National Wildlife Refuge, Farley (via route A7)                         | |
|                                                            | 436,50                                                     | 702,48                                                     | 435                                                                                        | Tinaja                                                                                                | aucune sortie pour 11 miles (18 km) |
|                                                            | 448,01                                                     | 721,00                                                     | 446                                                                                        | US 64 ouest, Taos, Cimarron                                                                           | extrémité sud du chevauchement avec la US 64 |
| Raton                                                      | 451,25                                                     | 726,22                                                     | 450                                                                                        | I-25 Business (US 64 est), Raton                                                                      | extrémité nord du chevauchement avec la US 64 |
| Raton                                                      | 452,72                                                     | 728,58                                                     | 451                                                                                        | US 64, US 87 est, Raton, Clayton, Des Moines, Grenville                                               | extrémité sud du chevauchement avec la US 87 |
| Raton                                                      | 453,84                                                     | 730,38                                                     | 452                                                                                        | NM-72 est, Folsom, Raton                                                                              | |
|                                                            | 455,80                                                     | 733,54                                                     | 454                                                                                        | I-25 Business sud, Raton                                                                              | |
|                                                            | 461,72                                                     | 743,07                                                     | 460                                                                                        | station pour poids-lourds                                                                             | dernière sortie au Nouveau-Mexique |
| Raton PassFrontière Nouveau-Mexique–Colorado               | 461,72                                                     | 743,07                                                     | I-25 nord, Pueblo, Colorado Springs                                                        | I-25 nord, Pueblo, Colorado Springs                                                                   | Extrémité nord de la I-25 au Nouveau-Mexique; continuité au Colorado |
| - Chevauchement                                            |                                                            |                                                            |                                                                                            | | |